# جستجوی سازمانی
جستجوی سازمانی (انگلیسی: Enterprise search) به عملیات ساخت محتوا از منابع مختلف سازمانی مانند پایگاه داده‌ها و اینترانت سازمانی اطلاق می‌شود که قابلیت جستجو برای مخاطب‌های تعریف شده را داشته باشد. جستجوی سازمانی برای توصیف نرم‌افزار جستجوی اطلاعات در یک شرکت استفاده می‌شود. نرم‌افزارهای جستجوی سازمانی را می‌توان با موتورهای جستجوی وب مقایسه کرد که فناوری جستجو را برای محتوای اسناد و مدارک سازمانی امکانپذیر می‌سازد.